# 14 avril 2003
Le lundi 14 avril 2003 est le 104e jour de l'année 2003.

## Décès
- Robert Evans (né le 16 février 1921), joueur de rugby
- Henry Gordon Rice (né le 18 juillet 1920), mathématicien américain
- Pierre Blondiaux (né le 23 janvier 1922), rameur français
- René Pailler (né le 12 mars 1929), personnalité politique française
- Thaddée de Vitovnica (né le 19 octobre 1914), moine orthodoxe serbe
- Vincenzo Traspedini (né le 27 décembre 1939), footballeur italien

## Événements
- Le Parti libéral du Québec de Jean Charest remporte l'élection générale avec 76 circonscriptions et 45 % du vote. Le Parti québécois a obtenu 45 circonscriptions et 33 % du vote et l'Action démocratique du Québec, 4 circonscriptions et 18 % du vote
- Annonce de la fin du séquençage du génome humain
- Trois truands, figures du grand banditisme, Franck Perletto, Éric Alboreo et Michel Valero, réussissent une spectaculaire évasion par hélicoptère de la maison d'arrêt de Luynes dans les Bouches-du-Rhône.
- Aux États-Unis : 
  - La société de téléphonie WorldCom a remis son plan de réorganisation au tribunal des faillites. La société a choisi de changer de nom pour adopter celui de MCI, marquant ainsi un tournant dans son histoire et symbolisant également tous les changements devant intervenir dans sa politique et dans sa gestion.
  - Le gouvernement américain qualifie la Syrie de « nation agressive » après l'avoir accusé de faciliter la fuite des dirigeants irakiens et de posséder elle-même des armes de destruction massive.
- En Irak :
  - Tikrit, fief de Saddam Hussein, est la dernière ville à tomber aux mains des forces américaines.
  - À Bagdad, les forces américaines mettent la main sur le Palestinien Abou Abbas, cerveau du détournement du paquebot italien Achille Lauro. Il avait obtenu en 1999 l'immunité de la Cour suprême israélienne.
- Sortie de l'album Below the Lights
- Publication des romans Cosmopolis et Il faut qu'on parle de Kevin
- Sortie de la chanson Out of Time
- Inauguration du Shiodome City Center
- Publication de X-Men 2 : La Vengeance de Wolverine